# Lost and Delirious
Lost and Delirious är en kanadensisk långfilm från 2001 i regi av Léa Pool, med Piper Perabo och Mischa Barton i huvudrollerna.

## Handling
Mary Bedford, även kallad Mouse, är ny på en exklusiv internatskola. Hon lär snabbt känna sina rumskamrater Pauline och Victoria som hon blir god vän med. Pauline och Victoria visar sig inte bara vara bästa vänner utan även älskare. 

## Rollista
| Piper Perabo       | – Pauline 'Paulie' Oster |
| Jessica Paré       | – Victoria 'Tori' Moller |
| Mischa Barton      | – Mary 'Mouse' Bedford   |
| Jackie Burroughs   | – Fay Vaughn             |
| Mimi Kuzyk         | – Eleanor Bannet         |
| Graham Greene      | – Joe Menzies            |
| Emily VanCamp      | – Allison Moller         |
| Amy Stewart        | – Cordelia               |
| Caroline Dhavernas | – Kara                   |
| Luke Kirby         | – Jake Hollander         |
| Alan Fawcett       | – Bruce Moller           |
| Peter Oldring      | – Phil                   |
| Grace Lynn Kung    | – Lauren                 |
| Stephen Mwinga     | – John                   |
| Lydia Zadel        | – Monica                 |